# Theo Rueter
Theodor Wilhelm (Theo) Rueter (Haarlem, 9 september 1876 - Blaricum, 12 juni 1963) was een Nederlands architect.

## Leven en werk

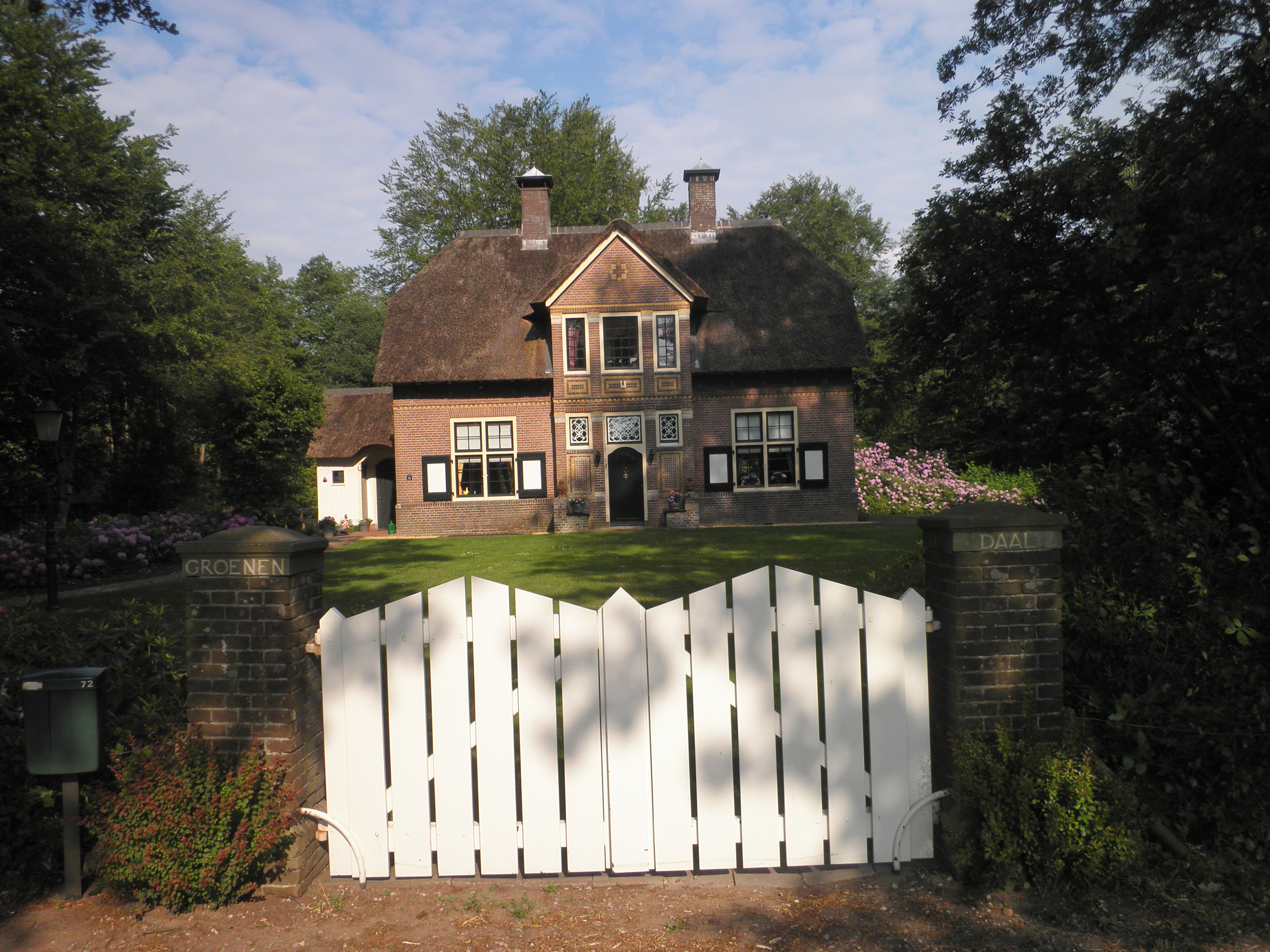
Huize "Groenendaal" bij Diepenveen in 1909 naar ontwerp van Theo Rueter gebouwd in cottagestijl.

Rueter groeide op in een kunstzinnig gezin, zijn broer Georg Rueter was kunstschilder en grafisch ontwerper.
Hij werd bekend door zijn ontwerpen voor landhuizen in Het Gooi. Hij ontwierp woonhuizen in een traditionele, landelijke architectuur, hanteerde een ambachtelijke bouwwijze en maakte gebruik van traditionele materialen. Hij was een voorstander van een architectuur die in harmonie was met de omringende natuur.
Architecten die hem tijdens zijn loopbaan hebben beïnvloed waren Christiaan Posthumus Meyjes sr., bij wie hij in de leer was, Karel de Bazel en Mathieu Lauweriks. Rueter sloot zich in 1901 aan bij de Internationale Broederschap van Christen-Anarchisten, die bij Blaricum in een landbouwkolonie woonden. Rueter ontwierp hiervoor een aantal koloniehutten en bedrijfsgebouwen.